# Periplaneta fuliginosa
Periplaneta fuliginosa är en kackerlacksart som beskrevs av Jean Guillaume Audinet Serville 1839. Periplaneta fuliginosa ingår i släktet Periplaneta och familjen storkackerlackor. Inga underarter finns listade i Catalogue of Life.